# Plicatura
Plicatura är ett släkte av svampar. Enligt Catalogue of Life ingår Plicatura i ordningen Agaricales, klassen Agaricomycetes, divisionen basidiesvampar och riket svampar, men enligt Dyntaxa är tillhörigheten istället familjen Plicaturaceae, ordningen Agaricales, klassen Agaricomycetes, divisionen basidiesvampar och riket svampar.
|           | Schizophyllaceae                  |
|           |                                   |
|           | Pterulaceae                       |
|           |                                   |
|           | Psathyrellaceae                   |
|           |                                   |
|           | Pluteaceae                        |
|           |                                   |
|           | Pleurotaceae                      |
|           |                                   |
|           | Physalacriaceae                   |
|           |                                   |
|           | Phelloriniaceae                   |
|           |                                   |
|           | Niaceae                           |
|           |                                   |
|           | Mycenaceae                        |
|           |                                   |
|           | Marasmiaceae                      |
|           |                                   |
|           | Lyophyllaceae                     |
|           |                                   |
|           | Inocybaceae                       |
|           |                                   |
|           | Hygrophoraceae                    |
|           |                                   |
|           | Hydnangiaceae                     |
|           |                                   |
|           | Hemigasteraceae                   |
|           |                                   |
|           | Gigaspermaceae                    |
|           |                                   |
|           | Fistulinaceae                     |
|           |                                   |
|           | Entolomataceae                    |
|           |                                   |
|           | Cyphellaceae                      |
|           |                                   |
|           | Cortinariaceae                    |
|           |                                   |
|           | Clavariaceae                      |
|           |                                   |
|           | Broomeiaceae                      |
|           |                                   |
|           | Bolbitiaceae                      |
|           |                                   |
|           | Amanitaceae                       |
|           |                                   |
|           | Agaricaceae                       |
|           |                                   |
|           | Strophariaceae                    |
|           |                                   |
|           | Tricholomataceae                  |
|           |                                   |
|           | Typhulaceae                       |
|           |                                   |
|           | Setchelliogaster                  |
|           |                                   |
|           | Panaeolus                         |
|           |                                   |
|           | Amogaster                         |
|           |                                   |
|           | Brunneocorticium                  |
|           |                                   |
|           | Cribrospora                       |
|           |                                   |
| Plicatura | \| \| Plicatura nivea \| \| \| \| |
|           | \| \| Plicatura nivea \| \| \| \| |
|           | Stemastrum                        |
|           |                                   |
|           | Cheilophlebium                    |
|           |                                   |
|           | Plicaturopsis                     |
|           |                                   |
|           | Phlebophyllum                     |
|           |                                   |
|           | Mesophelliopsis                   |
|           |                                   |
|           | Sedecula                          |
|           |                                   |
|           | Gramincola                        |
|           |                                   |
|           | Mycospongia                       |
|           |                                   |
|           | Panaeolina                        |
|           |                                   |
|           | Cycloderma                        |
|           |                                   |
|           | Polygaster                        |
|           |                                   |
|           | Acinophora                        |
|           |                                   |
|           | Stylobates                        |
|           |                                   |
|           | Disporotrichum                    |
|           |                                   |
|           | Plicatura nivea                   |
|           |                                   |

|  | Plicatura nivea |
|  |                 |